# Slaughterhouse Rulez
Slaughterhouse Rulez (bra: Escola da Morte) é um filme de 2018 dirigido por Crispian Mills sobre um internato britânico que se transforma em um campo de batalha após assombrações emergirem do chão.

## Elenco
- Asa Butterfield - Willoughby Blake
- Finn Cole - Don Wallace
- Hermione Corfield - Clemsie Lawrence
- Michael Sheen - The Bat
- Nick Frost - Woody Chapman
- Simon Pegg - Meredith Houseman
- Margot Robbie - Audrey
- Isabella Laughland - Kay
- Tom Rhys Harries - Clegg
- Max Raphael - Hargreaves
- Kit Connor - Wootton
- Louis Strong - Smudger
- Jo Hartley - Babs Wallace
- Jamie Blackley - Caspar De Brunose
- Jane Stanness - Matron
- Jassa Ahluwalia - Yuri
- Alex Macqueen - Lambert
- Charles Fitzherbert - Tompkinson
- Nick Kellington - The Beast and  as Protestor

## Produção
Este é o primeiro filme da Stolen Picture, produtora de cinema e TV formada por Simon Pegg e Nick Frost. O filme foi produzido pela Catalyst Global Media e Sony Pictures International, e foi filmado na Stowe School, Windsor Great Park e Chislehurst Caves, entre outros locais.

## Recepção
No agregador de críticas dos Estados Unidos, o Rotten Tomatoes, na pontuação onde a equipe do site categoriza as opiniões da  grande mídia e da mídia independente apenas como positivas ou negativas, o filme tem um índice de aprovação de 38% calculado com base em 34 comentários dos críticos. Por comparação, com as mesmas opiniões sendo calculadas usando uma média aritmética ponderada, a nota alcançada é 4.9/10 que é seguida do consenso: "Uma mistura desigual de horror e comédia que não satisfaz em nenhuma das frentes, o Slaughterhouse Rulez visa a diversão de um Filme B, mas não chega ao nível".
Em outro agregador de críticas também dos Estados Unidos, o Metacritic, que calcula as notas usando somente uma média aritmética ponderada de críticos que escrevem em maioria apenas para a grande mídia, o filme tem 6 avaliações da imprensa anexadas no site e uma pontuação de 39 entre 100, com a indicação de "revisões geralmente desfavoráveis".

Em sua crítica para o The Guardian, Andrew Pulver disse que "para uma comédia de terror, não é particularmente assustador ou especialmente engraçado. Mas tem um tipo amável de charme." Na revista Empire, Kim Newman disse que "é uma mistura de gêneros estranha o suficiente para ser vagamente digna de uma olhada." No Los Angeles Times, Noel Murray  disse que "Não há nada particularmente horrível sobre o filme (título à parte), mas nunca se desenvolve na sátira social do tipo Shaun of the Dead que tenta ser. (...) [E] a maior parte da ação de luta contra monstros e do melodrama do ensino médio é mais derivada do que inspirada. (...) Se este filme fosse dever de casa, teria uma nota de aprovação... mas nenhuma estrela de ouro."